# 보통의 가족
《보통의 가족》(영어: A Normal Family)은 2023년 제작된 대한민국의 드라마 영화이다. 허진호가 감독을 맡았으며, 헤르만 코흐의 소설 《디너》가 영화의 원작이다. 2023년 토론토 국제 영화제에서 전 세계 최초로 공개되었다.

## 줄거리
성공한 변호사 재완(설경구 분)과 원칙주의 의사 재규(장동건 분)은 겉으로는 모든 걸 갖춘 듯 보이는 형제다. 재완은 재혼한 아내 지수(수현 분)와 최근에 아이를 얻으며 행복한 가정을 꾸리고, 재규의 아내 연경(김희애 분)은 성공한 번역가로 일하면서 치매에 걸린 시어머니까지 간병한다. 두 가족은 저녁 식사를 함께하며 겉으로는 끈끈한 가족애를 나누는 듯 보이지만 그들 사이엔 알 수 없는 긴장감이 흐른다. 
재완의 죽은 전처 사이에서 얻은 딸 혜윤(홍예지 분)과 재규의 아들 시호(김정철 분)는 겉으로는 부모에게는 순종적이지만, 보이지 않는 곳에서는 일탈을 즐기고 있다. 어느 날 저녁, 두 가족이 모여 식사를 나누는 동안 혜윤과 시호는 부모 몰래 친구들과 파티에서 술을 마시고, 그날 밤 둘은 파티에 갔다가 돌아오는 길에 길거리 노숙자를 폭행해 중상을 입힌다.
연경은 우연히 뉴스에서 아이들이 노숙자를 폭행하는 장면이 담긴 CCTV 영상을 보게 된다. 그 속의 아이들이 바로 혜윤과 시호라는 사실에 경악한 연경은 그 사실을 숨기려고 하지만 재규는 아이들을 자수시키겠다고 한다. 한편 혜윤은 재완에게 아는 동생의 일이라면서 사건에 대해 이야기하고, 이것이 혜윤의 짓임을 눈치챈 재완은 사건이 알려질 경우 가정뿐 아니라 자신의 커리어에도 큰 타격을 입을 것을 두려워한다.

## 출연

### 주연
- 설경구 : 양재완 역
- 장동건 : 양재규 역
- 김희애 : 이연경 역
- 수현 : 지수 역

### 조연
- 홍예지 : 혜윤 역
- 김정철 : 시호 역
- 변중희 : 어머니 역
- 최리 : 선주 역
- 유수빈 : 형철 역
- 유인선 : 나래 부 역

## 수상 목록
- 2025년 제61회 백상예술대상 영화부문 여자 조연상 (수현)

## 기타
- 장동건은 위험한 관계 이후로 11년 만에 허진호 감독 작품에 출연한다.
- 영화 제작을 맡은 하이브미디어코프가 최초로 배급을 맡게 된다.
- 설경구와 김희애는 영화 더 문 이후로 재회했다. 이 작품 이후 넷플릭스 드라마 돌풍으로 또 다시 재회했다. 단, 공개는 <돌풍>이 먼저였다.
- 수현의 첫 한국 영화다. 수현은 한국에서는 드라마로 데뷔한데다 영화 데뷔를 어벤져스: 에이지 오브 울트론으로 했고 한동안 할리우드 영화 출연을 했기에 한국 영화 출연까지 제법 시간이 걸렸다.